# Lionne de Bujalance
 (juillet 2023).
La Lionne de Bujalance est une sculpture ibérique datant du Ve siècle av. J.-C. Cette sculpture, qui représente un type de félin ou de canidé, a peut-être été sculptée dans un atelier des Turdétans, un peuple qui habitait la Turdétanie, une région ibérique située au sud de la péninsule ibérique. La sculpture est taillée dans du calcaire blanc jaunâtre. Elle mesure 62 cm de haut, 89 cm de long et 28 cm de profondeur.

## Histoire
Elle a été découverte dans les années 1930 dans un domaine appelé Los Aguilones, dans la municipalité de Bujalance (Espagne). On pense qu'il s'agit d'un objet funéraire destiné à accompagner la dépouille d'un puissant personnage de l'époque, comme beaucoup d'autres représentations d'animaux fantastiques de la période ibérique. Elle est actuellement conservée au musée archéologique et ethnologique de Cordoue, à Cordoue (Espagne).

## Description
Il s'agit d'une figure zoomorphe dont la tête de lion est tournée vers l'avant. Les dents de l'animal sont serrées et sa langue sort de sa gueule. La tête a une forme cubique et un long cou. La crinière est symétrique et sculptée, et la queue est enroulée sur la cuisse gauche. La partie inférieure des jambes n'est pas conservée.